# Ischnosiphon idrobonis
Ischnosiphon idrobonis är en strimbladsväxtart som beskrevs av Bengt Lennart Andersson. Ischnosiphon idrobonis ingår i släktet Ischnosiphon och familjen strimbladsväxter.
Artens utbredningsområde är Colombia. Inga underarter finns listade.